# Sowietskij
Sowietskij (ros. Советский) – miasto w Rosji, w Chanty-Mansyjskim Okręgu Autonomicznym – Jugrze. Administracyjnie  nie wchodzi ono w skład żadnego rejonu, i jak wszystkie duże miasta Okręgu stanowi miasto wydzielone Chanty-Mansyjskiego OA – Jugry.
Miasto liczy 24 536 mieszkańców (2005 r.).
Znajduje się tu dyrekcja Rezerwatu przyrody „Małaja Sośwa”.

## Historia
Miasto zostało założone w roku 1963 w związku budową linii kolejowej. W osadzie istniał niewielki przemysł drzewny. Szybszy rozwój miasta nastąpił w latach 70. i 80. w związku z eksploatacją złóż ropy naftowej i gazu ziemnego. W 1996 Sowietskij otrzymał prawa miejskie.

## Gospodarka
Sowietskij jest jednym z niewielu osad Chanty-Mansyjskiego OA – Jugry w którego gospodarce przemysł naftowy nie odgrywa zasadniczej roli, a jest drugą, co do wartości wytworzonej produkcji gałęzią gospodarki. Gospodarka miasta opiera się na przemyśle drzewnym, tj. pozyskiwaniu i przetwórstwie drewna z okolicznych lasów. Istnieją tu m.in. fabryki mebli.